# Dan Barry
Daniel "Dan" Barry, född 11 juli 1923 och död 25 januari 1997, var en amerikansk serieskapare. Han är framför allt känd som tecknare av Blixt Gordon (Flash Gordon i original). Han har även tecknat Tarzan. Dan Barry var storebror till Sy Barry som tecknade Fantomen.

## Biografi
Barry började sin karriär som genom att arbeta med George och Alan Mandel 1941. Han arbetade för olika tecknarstudior som Funnies Inc, Otto Binder och Bernard Bailys studio, och han arbetade med serier som Doc Savage, Blue Bolt, Scottie, Black Owl, Airboy, Boy King, Skywolf, Spy Smasher och Bulletman, samt omslag till serietidningen Captain Midnight. Han tecknade också en tid The Vigilante i Action Comics.
Tillsammans med Leonard Starr, Stan Drake och sin bror Sy Barry (Fantomen-tecknaren), var han med om att skapa en speciell typ av "New York Slick"-stil som kom att dominera tecknade serier fram tills Jack Kirby-stilen dök upp under ”Marvel Revolution”-epoken.  New York Slick-stilen utpräglades av tydliga linjer och väl avgränsade ytor för skrafferingar.
Efter ett kort tjänstgöring vid flygvapnet fortsatte Dan Barry sin karriär som serietecknare., och han arbetade frilans för flera tidningar.

## Tarzan
Efter andra världskriget var Edgar Rice Burroughs missnöjd med kvaliteten och inriktningen av vardagsstripparna för Tarzan. Han uttryckte sitt missnöje med Rex Maxons arbete på serien och föreslog till United Features Syndicate att anlita en manusförfattare och en ny tecknare. 
Burne Hogarth som tecknade söndagsserien avböjde att ta på sig vardagsversionen också, men accepterade att vara vägledande. Han anlitade och coachade Dan Barry och samarbetet inleddes med att Hogarth skissade de första veckorna och Barry tuschade. Barry tog sedan över vardagsstripparna helt och tecknade Tarzan 1947-48. Manus för både söndags- och vardagsversionen stod Rob Thompson för.
Under andra hälften av 40-talet gjorde Barry också serien "Buster Brown" som reklam för Buster Brown Shoes (som lånat namnet från den tecknade serien av Richard F. Outcault) och olika serier för National/DC.

## Blixt Gordon
1951 blev Barry tillfrågad av King Features Syndicate att återuppliva vardagsversionen av dagspresserien Flash Gordon. 
Initialt skrev Harvey Kurtzman manus för serien medan Barry tecknade. Barry och Kurtzman hade ett kort samarbete, men deras version av Flash Gordon var storartat. Senare bidrog andra skribenter med manus, inklusive Harry Harrison, Robert Kanigher, Sid Jacobson, Julian May, Larry Shaw och Bill Finger.  
Vid flera tillfällen assisterades han av andra tecknare, bland annat Bob Fujitani, Fred Kida och Frank Frazetta.
Efter att ha flyttat till Cleveland, Georgia blev han assisterad i sitt arbete av tecknaren Gail Beckett.  
År 1967 tog Barry även på sig att göra söndagssidan av Flash Gordon efter Mac Raboys död.
Han skapade den officiella affischen för filmversionen av Flash Gordon 1980. 
Barry arbetade på science fiction-serien fram till 90-talet, och 1990 lämnade han Flash Gordon helt och hållet när KFS bad honom att ta en sänkning av lönen. Istället började arbeta för Dark Horse Comics, där han skrev och ritade många Indiana Jones och Predator serietidningar.  
Barry ritade också The Amazing Spider-Man från juli 1986 till januari 1987, och han ritade den dagliga Spiderman-serien under två veckor 1986.